# 大澤紀代美
大澤 紀代美（おおさわ きよみ、1940年2月14日 - ） は、群馬県桐生市出身の横振り刺繍作家。

## 概要
幼い頃から絵が好きで画家を志していた。1957年、17歳のとき近所の刺繍工場で横振り刺繍に出会い、「ミシンで絵が描ける」ことに衝撃を受け、「これが自分の道だ」と思い定めた。1975年には横振り刺繍の業界で初めて個展を開催。1987年以降、アパレル業界からの依頼を受け始め、小西良幸が発表するコレクション作品の刺繍を担当し海外で反響を呼んだ。1993年、山本寛斎のコレクションを担当。2022年、中里唯馬のパリコレステージで協業作品が公開された。衣服の添え物、産業製品としか見られていなかった刺繍をアートに高めたともいわれる。

## 受賞歴
- 1994年 - 現代の名工（卓越技能者）表彰
- 1996年 - 黄綬褒章受章